# Vimmerby
Vimmerby er hovedby i Vimmerby kommune, Kalmar län, Småland, Sverige.
Vimmerby er en af Sveriges ældste byer og fik sandsynligvis sine byrettigheder allerede i 1300-tallet. Storgatan har stadig sin middelalderlige linjeføring, og i centrum er flere unikke træhuse bevarede.
På den anden side af Stångåen mødtes landevejen mellem Kalmar og Stockholm med landeveje fra Vimmerby og Eksjö. Man skulle altså krydse en bro for at komme til Vimmerby, der lå uden for det egentlige landevejsknudepunkt, men her lå kirken, og Vimmerby blev derfor en central by.
Astrid Lindgrens forfatterskab har bragt mange turister med sig på grund af familieparken Astrid Lindgrens Värld, der ligger i byen. Lönneberga, som er kendt fra bogen "Emil fra Lönneberg" ligger nær Vimmerby. Den fiktive by Lillköping, som er hjemsted for Lindgrens Kalle Blomkvist, skulle efter sigende være inspireret af Vimmerby.
- Vimmerby omkring år 1700. Fra Suecia antiqua et hodierna sandsynligvis ikke helt virkelighedstro.
- Vimmerby station
- Statue af Astrid Lindgren på Stora Torget

## Ekstern henvisning
- Wikimedia Commons har flere filer relateret til Vimmerby
- Officiel hjemmeside
- Vimmerby i Nordisk familjebok (2. udgave, 1921)